# صد شخصیت تاریخی محبوب در ژاپن
۱۰۰ شخصیت تاریخی محبوب در ژاپن (به ژاپنی: 超大型歴史アカデミー史上初1億3000万人が選ぶニッポン人が好きな偉人ベスト100発表) این ۱۰۰ شخصیت طبق نظرسنجی در یک برنامه تلویزیونی پخش شده از نیپون تلویژن در ۷ مه سال ۲۰۰۶ انتخاب شده‌اند. این نظرسنجی از مردم ژاپن خواسته‌است تا شخصیت‌های تاریخی محبوب خود را نام ببرند و تاثیرگذارترین شخصیت تاریخی مورد نظر این نظرسنجی نبوده‌است. این انتخاب به افراد ژاپنی محدود نمی‌شد و فقط حدود دو سوم اسم‌ها ژاپنی بودند. در صدر این فهرست اودا نوبوناگا یکی از سه متحد کننده ژاپن در اواخر دوره سنگوکو (دوره جنگ‌های داخلی) جای دارد.

## فهرست
فهرست نهایی به ترتیب آرا به شرح زیر است:
1. اودا نوبوناگا (۱۵۳۴–۱۵۸۲)
2. ساکاموتو ریوما (۱۸۳۶–۱۸۶۷)
3. توماس ادیسون (۱۸۴۷–۱۹۳۱)
4. تویوتومی هیده‌یوشی (۱۵۳۷–۱۵۹۸)
5. کونوسوکه ماتسوشیتا (۱۸۹۴–۱۹۸۹)
6. توکوگاوا ایه‌یاسو (۱۵۴۳–۱۶۱۶)
7. هیده‌یو نوگوچی (۱۸۷۶–۱۹۲۸)
8. مادر ترزا (۱۹۱۰–۱۹۹۷)
9. هلن کلر (۱۸۸۰–۱۹۶۸)
10. هیجی‌کاتا توشیزو (۱۸۳۵–۱۸۶۹)
11. سایگو تاکاموری (۱۸۲۸–۱۸۷۷)
12. دایانا، شاهدخت ولز (۱۹۶۱–۱۹۹۷)
13. آلبرت اینشتین (۱۸۷۹–۱۹۵۵)
14. هیباری میسورا (۱۹۳۷–۱۹۸۹)
15. فوکوزاوا یوکیچی (۱۸۳۵–۱۹۰۱)
16. آنه فرانک (۱۹۲۹–۱۹۴۵)
17. فلورانس نایتینگل (۱۸۹۰–۱۹۱۰)
18. یوشیدا شیگه‌رو (۱۸۷۸–۱۹۶۷)
19. والت دیزنی (۱۹۰۱–۱۹۶۶)
20. لودویگ فان بتهوون (۱۷۷۰–۱۸۲۷)
21. میناموتو نو یوشی‌تسونه (۱۱۵۹–۱۱۸۹)
22. آیرتون سنا (۱۹۶۰–۱۹۹۴)
23. لئوناردو دا وینچی (۱۴۵۲–۱۵۱۹)
24. اوسامو تزوکا (۱۹۲۸–۱۹۸۹)
25. ناپلئون بناپارت (۱۷۶۹–۱۸۲۱)
26. شاهزاده شوتوکو تایشی (۵۷۴–۶۲۲)
27. جان لنون (۱۹۴۰–۱۹۸۰)
28. ژوگه لیانگ (۱۸۱–۲۳۴)
29. میاموتو موساشی (۱۵۸۴–۱۶۴۵)
30. اوزاکی یوتاکا (۱۹۶۵–۱۹۹۲)
31. آدری هپبرن (۱۹۲۹–۱۹۹۳)
32. ماهاتما گاندی (۱۸۶۹–۱۹۴۸)
33. ناتسومه سوسه‌کی (۱۸۶۷–۱۹۱۶)
34. تاکاسوگی شینساکو (۱۸۳۹–۱۸۶۷)
35. موراساکی شیکیبو
36. ولفگانگ آمادئوس موتسارت (۱۷۵۶–۱۷۹۱)
37. یاماموتو ایسوروکو (۱۸۸۴–۱۹۴۳)
38. کنجی میازاوا (۱۸۹۶–۱۹۳۳)
39. جان اف. کندی (۱۹۱۷–۱۹۶۳)
40. نینومیا سونتوکو (۱۷۸۷–۱۸۵۶)
41. کوندو ایسامی (۱۸۳۴–۱۸۶۸)
42. اوکوبو توشیمیچی (۱۸۳۰–۱۸۷۸)
43. تاکدا شینگن (۱۵۲۱–۱۵۷۳)
44. هیمیکو
45. اینو تاداتاکا (۱۷۴۵–۱۸۱۸)
46. یوجیرو ایشی هارا (۱۹۳۴–۱۹۸۷)
47. سن نو ریکیو (۱۵۲۲–۱۵۹۱)
48. چارلی چاپلین (۱۸۸۹–۱۹۷۷)
49. سوگیهارا چیئونه (۱۹۰۰–۱۹۸۶)
50. داته ماسامونه (۱۵۶۷–۱۶۳۶)
51. تاناکا گی‌ایچی (۱۸۶۴–۱۹۲۹)
52. بروس لی (۱۹۴۰–۱۹۷۳)
53. اوکیتا سوجی (۱۸۴۲–۱۸۶۸)
54. یوساکو ماتسودا (۱۹۴۹–۱۹۸۹)
55. ماری آنتوانت (۱۷۵۵–۱۷۹۳)
56. اُوایشی یُوشیئو (۱۶۵۹–۱۷۰۳)
57. چوسوکا ایکاریا (۱۹۳۱–۲۰۰۴)
58. برادران رایت
59. کاتسو کایشو (۱۸۲۳–۱۸۹۹)
60. مارتین لوتر کینگ جونیور (۱۹۲۹–۱۹۶۸)
61. یوشیدا شواین (۱۸۳۰–۱۸۵۹)
62. آکیرا کوروساوا (۱۹۱۰–۱۹۹۸)
63. اوئه‌سوگی کنشین (۱۵۳۰–۱۵۷۸)
64. ماری کوری (۱۸۶۷–۱۹۳۴)
65. ایساکو ساتو (۱۹۰۱–۱۹۷۵)
66. سانادا یوکیمورا (۱۵۶۷–۱۶۱۵)
67. کائو کائو (۱۵۵–۲۲۰)
68. کاتو دایجیرو (۱۹۷۶–۲۰۰۳)
69. کلئوپاترا
70. توکوگاوا میتسوکونی (۱۶۲۸–۱۷۰۱)
71. الویس پرسلی (۱۹۳۵–۱۹۷۷)
72. اوگی آکیرا (۱۹۳۵–۲۰۰۵)
73. توگو هیهاچیرو (۱۸۴۸–۱۹۳۴)
74. کریستف کلمب (۱۴۵۱–۱۵۰۶)
75. ایتو هیروبومی (۱۸۴۱–۱۹۰۹)
76. پابلو پیکاسو (۱۸۸۱–۱۹۷۳)
77. مارکو پولو (۱۲۵۴–۱۳۲۴)
78. آلبرت شوایتزر (۱۸۷۵–۱۹۶۵)
79. آکیکو یوسانو (۱۸۷۸–۱۹۴۲)
80. اندی هوگ (۱۹۶۴–۲۰۰۰)
81. ایجی تسوبورایا (۱۹۰۱–۱۹۷۰)
82. ژان دارک (۱۴۱۲–۱۴۳۱)
83. میناکو هوندا (۱۹۶۷–۲۰۰۵)
84. اوئه‌مورا نائومی (۱۹۴۱–۱۹۸۴)
85. سوگیتا گنپاکو (۱۷۳۳–۱۸۱۷)
86. کنفوسیوس (۵۵۱ –۴۷۹ قبل از میلاد)
87. ژان-آنری فابر (۱۸۲۳–۱۹۱۵)
88. ماساکو ناتسومه (۱۹۵۷–۱۹۸۵)
89. فردیناند ماژلان (۱۴۸۰–۱۵۲۱)
90. سوییچیرو هوندا (۱۹۰۶–۱۹۹۱)
91. آن سالیوان (۱۸۶۶–۱۹۳۷)
92. شوهی بابا (۱۹۳۸–۱۹۹۹)
93. آبراهام لینکلن (۱۸۰۹–۱۸۶۵)
94. اوسامو دازای (۱۹۰۹–۱۹۴۸)
95. فردریک شوپن (۱۸۱۰–۱۸۴۹)
96. ایکیو (۱۳۹۱–۱۴۸۱)
97. آکچی میتسوهیده (۱۵۲۸–۱۵۸۲)
98. آیزاک نیوتن (۱۶۴۲–۱۷۲۷)
99. ماتسوئو باشو (۱۶۴۴–۱۶۹۴)
100. آرتور کانن دویل (۱۸۵۹–۱۹۳۰)